# Motosaburō Masuyama
Motosaburo Masuyama (増山 元三郎, Masuyama Motosaburō, 3 octobre 1912 – 3 juillet 2005) est un statisticien japonais qui a soutenu les idées de Ronald Aylmer Fisher et influencé les domaines du contrôle qualité et de la biométrie.

## Biographie
Né à Otaru, Masuyama obtient son diplôme en physique de l'université de Tokyo en 1937 et son doctorat en 1943. Il interprète l'approche de Fisher aux statistiques comme « la science de l'inférence et de la planification » et travaille ainsi à plusieurs agences dont l'Agence météorologique du Japon, l'école de médecine de l'université de Tokyo, l'Institute of Statistical Mathematics (en), l'Institut indien de statistiques où il collabore avec Fisher qui y est un visiteur fréquent, le Ministry of Public Health and Welfare (en) où son enseignement de plan d'expérience a grandement influencé le jeune Genichi Taguchi, l'université de la Caroline du Nord à Chapel Hill et l'université catholique d'Amérique. En 1970, il se joint le département de mathématiques appliquées de l'université de Tokyo et y demeure jusqu'à sa retraite en 1988.
Masuyama soutenait plusieurs idées radicales sur l'application des statistiques à la biologie humaine.

## Honneurs
- Prix Asahi, (1948)
- Prix Deming, (1951)